# Spaghetti Records
Spaghetti Records is een platenlabel dat in 1991 is gestart door de Pet Shop Boys. Het label is officieel nog actief, maar de meest recente release stamt uit 2004.
De eerste artiest die materiaal uitbracht op Spaghetti Records is de Schotse zanger Cicero. Hij bracht in 1991 en 1992 enkele singles en een album uit op het label. In 1992 verscheen ook de soundtrack van de film The Crying Game, net als de gelijknamige titelsong, gezongen door Boy George. De eurodance-formatie Masterboy bracht in 1991 één single uit op Spaghetti Records en de rapgroep Ignorants deed hetzelfde in 1993.
In 1994 verscheen een single van de Pet Shop Boys samen met Jennifer Saunders en Joanna Lumley, actrices en hoofdrolspeelsters uit de comedyserie Absolutely Fabulous. De single droeg dezelfde titel als de serie en kwam ook onder deze artiestennaam uit.
Het label was daarna lange tijd buiten gebruik, maar in 2003 en 2004 verschenen er drie releases via Spaghetti Records op nieuwe labels die de Pet Shop Boys in het leven roepen: Olde English en Lucky Kunst. De formatie Atomizer bracht in beperkte oplage een 12-inch maxi-single van het nummer Hooked On Radiation uit, zanger Pete Burns brengt het nummer Jack and Jill Party uit en onder de naam Kiki Kokova verscheen een nummer van artiest Sam Taylor-Wood: Love to love you baby.